# Linka 2 (metro v Pekingu)
Linka 2 pekingského metra (čínsky v českém přepisu pej-ťing ti-tchie er-chao sien, pchin-jinem běijīng dìtiě èrhào xiàn, znaky 北京地铁2号线) je značena modrou barvou, je plně podzemní, okružní a na své zhruba obdélníkové trase objíždí kolem historického centra Pekingu, jak bylo vymezeno pekingskými hradbami postavenými za dynastie Ming, leží tedy celá v severní části obvodů Si-čcheng a Tung-čcheng. Východní, severní a západní úsek linky vedou pod druhým městským okruhem, jižní úsek vede pod třídou Čchien-men u brány Správného světla. Linka je dlouhá 23,1 kilometrů a má 18 stanic, z toho deset přestupních. Dvanáct stanic nese jména historických městských bran (koncovka -men). Kromě přestupu na jiné linky metra a na autobusy má linka stanice také u dvou nádraží, stanici Si-č’-men u severního nádraží a stanici Pekingské nádraží u hlavního nádraží v centru.
Protože je linka okružní, je směr souprav určen nikoliv cílovou stanicí, ale tím, zda jedou po směru hodinových ručiček (tedy vnitřní okruh, čínsky v českém přepisu nej-chuan, pchin-jinem nèihuán, znaky 内环), nebo proti směru hodinových ručiček (tedy vnější okruh, čínsky v českém přepisu waj-chuan, pchin-jinem wàihuán, znaky 外环). Pro soupravy, které nepokračují v okruhu, ale jedou z depa nebo do depa, jsou první nebo poslední stanicí Si-č’-men nebo Ťi-šuej-tchan.
Linka 2 je druhou nejstarší linkou pekingského metra. Vznikla oddělením od linky 1 28. prosince 1987.

## Seznam stanic

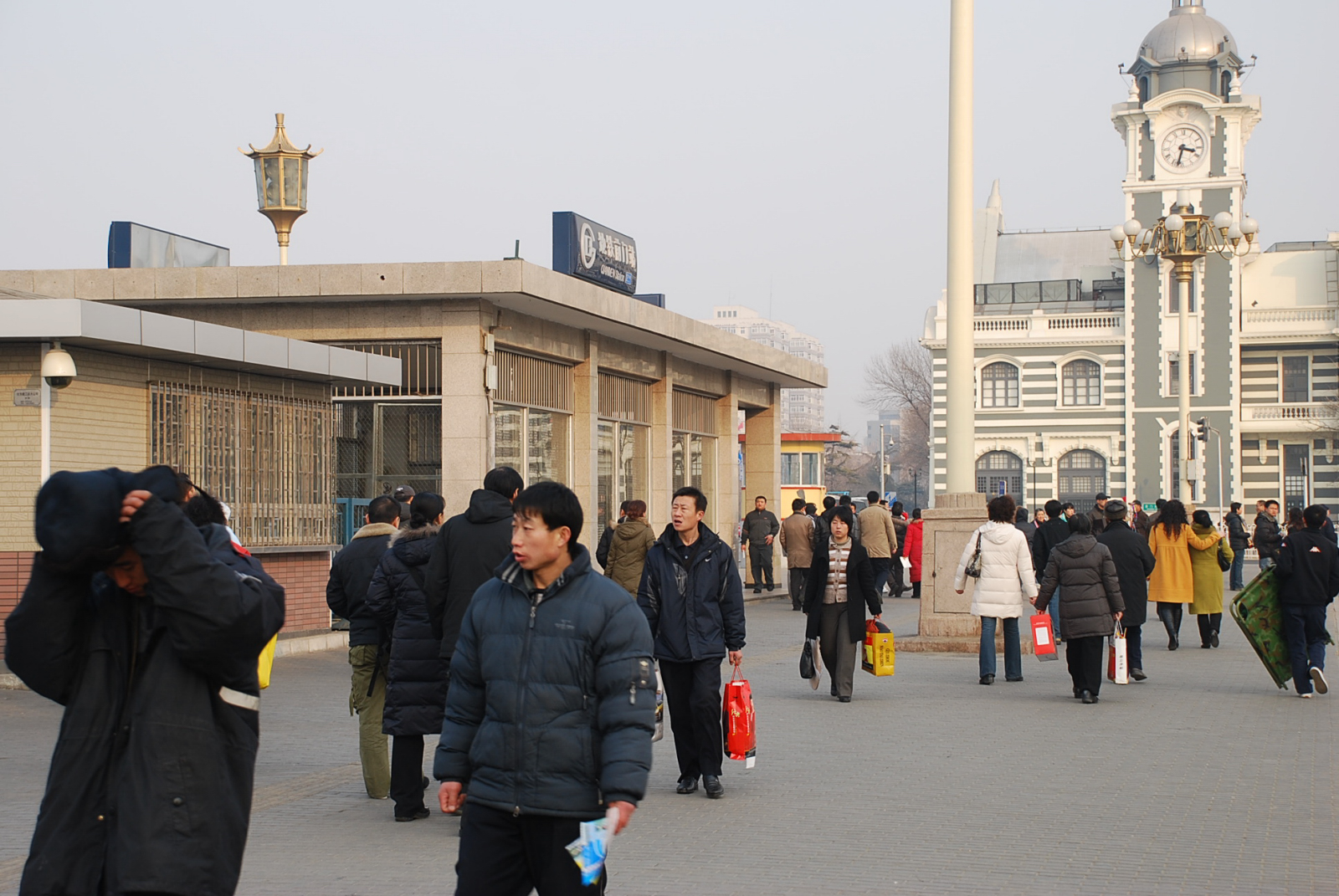
Vstup do stanice Čchien-men

Pořadí stanic v seznamu níže je proti směru hodinových ručiček, tedy po vnějším okruhu.
| Číslo                                          | Název stanice     | Název stanice | Přestupy                | Čas  | Vzdálenost (km) | Obvod                    |
| Číslo                                          | Český přepis      | Čínsky        | Přestupy                | Čas  | Vzdálenost (km) | Obvod                    |
| ---------------------------------------------- | ----------------- | ------------- | ----------------------- | ---- | --------------- | ------------------------ |
| – okružní linka – směr stanice Ťi-šuej-tchan – |                   |               |                         |      |                 |                          |
| 201                                            | Si-č’-men         | 西直门        | 4 13 Peking sever       | 0:00 | 0,0             | Si-čcheng                |
| 202                                            | Čche-kung-čuang   | 车公庄        | 6                       | 0:02 | 0,9             | Si-čcheng                |
| 203                                            | Fu-čcheng-men     | 阜成门        |                         | 0:04 | 1,9             | Si-čcheng                |
| 204                                            | Fu-sing-men       | 复兴门        | 1                       | 0:07 | 3,7             | Si-čcheng                |
| 205                                            | Čchang-čchun-ťie  | 长椿街        |                         | 0:09 | 4,9             | Si-čcheng                |
| 206                                            | Süan-wu-men       | 宣武门        | 4                       | 0:11 | 5,9             | Si-čcheng                |
| 207                                            | Che-pching-men    | 和平门        |                         | 0:13 | 6,7             | Si-čcheng                |
| 208                                            | Čchien-men        | 前门          | 8                       | 0:15 | 7,9             | Tung-čcheng              |
| 209                                            | Čchung-wen-men    | 崇文门        | 5                       | 0:17 | 9,5             | Tung-čcheng              |
| 210                                            | Pej-ťing čan      | 北京站        | Peking                  | 0:21 | 10,5            | Tung-čcheng              |
| 211                                            | Ťien-kuo-men      | 建国门        | 1                       | 0:23 | 11,5            | Tung-čcheng / Čchao-jang |
| 212                                            | Čchao-jang-men    | 朝阳门        | 6                       | 0:26 | 13,2            | Tung-čcheng / Čchao-jang |
| 213                                            | Tung-s’ š’-tchiao | 东四十条      |                         | 0:28 | 14,3            | Tung-čcheng              |
| 214                                            | Tung-č’-men       | 东直门        | 13 Letiště Hlavní město | 0:30 | 15,1            | Tung-čcheng              |
| 215                                            | Jung-che-kung     | 雍和宫        | 5                       | 0:34 | 17,3            | Tung-čcheng              |
| 216                                            | An-ting-men       | 安定门        |                         | 0:36 | 18,1            | Tung-čcheng              |
| 217                                            | Ku-lou-ta-ťie     | 鼓楼大街      | 8                       | 0:38 | 19,3            | Tung-čcheng / Si-čcheng  |
| 218                                            | Ťi-šuej-tchan     | 积水潭        | 19                      | 0:41 | 21,1            | Si-čcheng                |
| – okružní linka – směr stanice Si-č’-men –     |                   |               |                         |      |                 |                          |